# Farolas de Schupmann

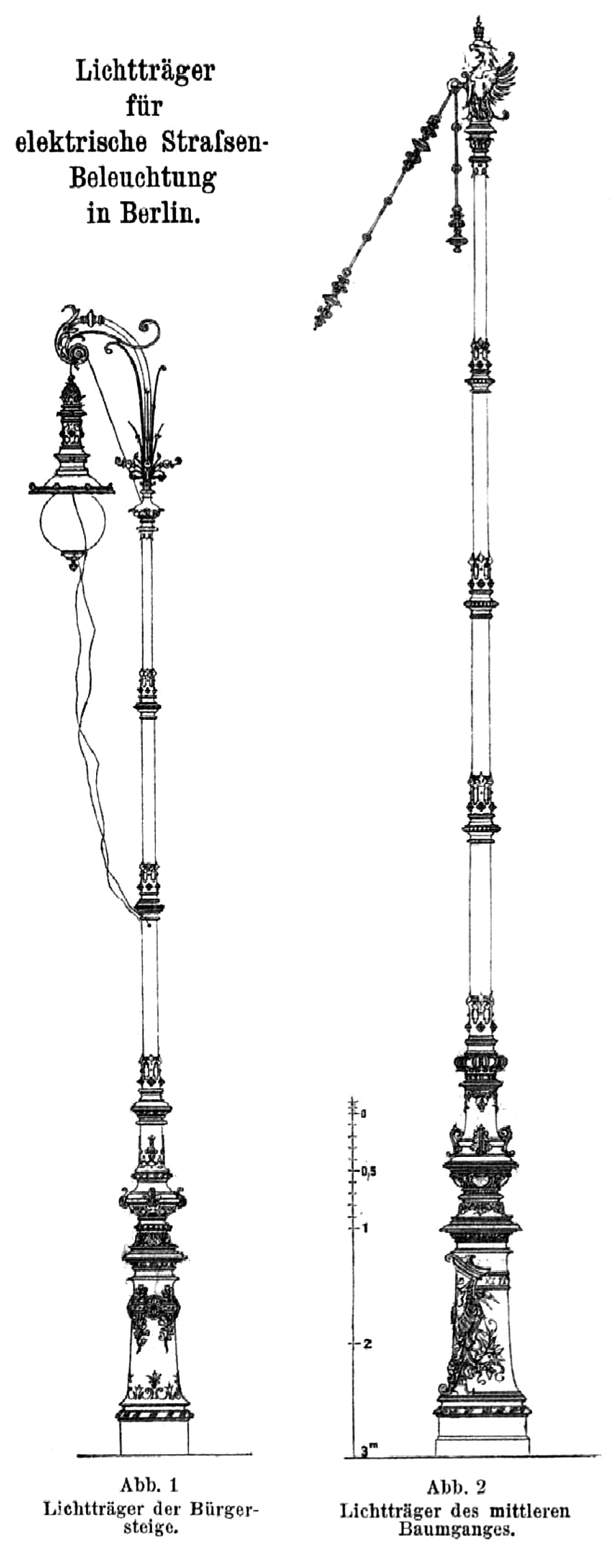
Diseño del candelabro Schupmann de 1888.

Las farolas Schupmann son farolas representativas de lámparas de arco eléctrico que fueron diseñadas por el arquitecto Ludwig Schupmann (1851-1920) en 1888 para el bulevar Unter den Linden de Berlín y que estaban ricamente decoradas según el gusto de la época.
La mayoría de estas fueron desmantelados en 1935. Las restantes fueron dañados o destruidos durante la Segunda Guerra Mundial; los restos fueron desmantelados después de la guerra. Con la reunificación alemana, en 1992 se fabricaron réplicas y se volvieron a colocar en la Puerta de Brandeburgo y en Unter den Linden.
En septiembre de 1882 se puso en funcionamiento el alumbrado público eléctrico en Berlín, en Potsdamer Platz y Leipziger Straße. La empresa Siemens & Halske suministró un total de 36 lámparas de arco de carbono. 
En comparación con las antiguas lámparas de gas, el nuevo alumbrado público eléctrico era muy brillante, pero también más caro de operar. Otras calles importantes de Berlín y edificios especiales ahora también deberían recibir iluminación eléctrica. Sólo dos años después, la ciudad de Berlín anunció una concesión para el funcionamiento del alumbrado público y el suministro público de energía.
Para ello, la Sociedad Alemana Edison para la Electricidad Aplicada (poco después rebautizada como Allgemeine Elektricitäts-Gesellschaft (AEG) ) fundó en 1884 su propia empresa, la Städtische Electricitäts-Werke (AGStEW), que surgió el 1 de enero. La Berliner Elektricitäts-Werke (BEW) se fundó en octubre de 1887.

## 1888

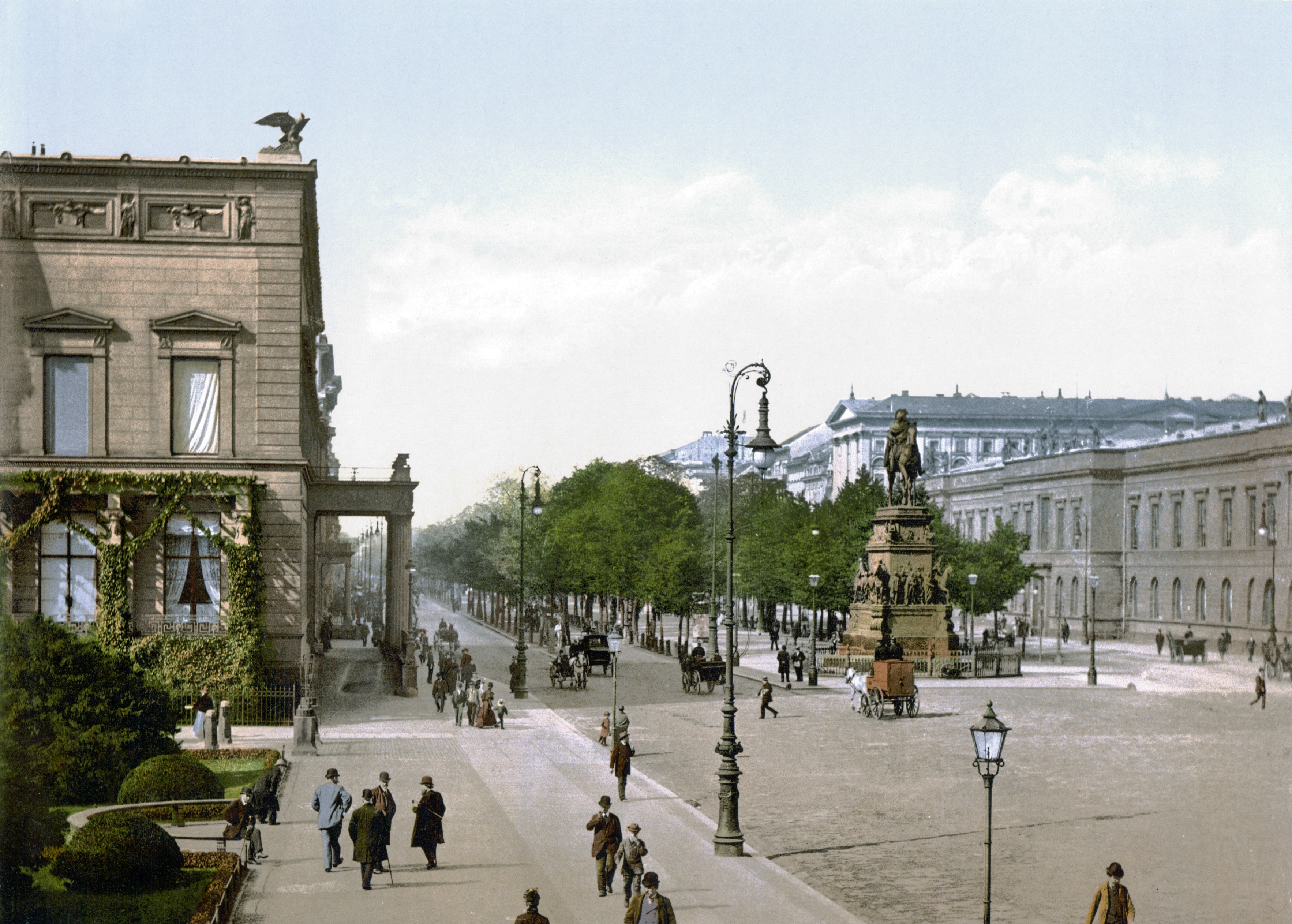
Unter den Linden, estatua ecuestre de Federico el Grande, hacia 1900

Tras las buenas experiencias con las lámparas de arco en Potsdamer Platz, ahora también debería instalarse un alumbrado público eléctrico adecuado en el bulevar berlinés Unter den Linden. En noviembre de 1887, la ciudad de Berlín convocó un concurso limitado para el diseño de candelabros con lámparas de arco ricamente decorado, que ganó Ludwig Schupmann. A los candelabros “se les dieron símbolos como decoración, que representaban el significado de la calle, la más elegante de la capital imperial alemana, y la naturaleza de la electricidad.” 
La construcción y el funcionamiento se confiaron a Allgemeine Elektricitäts-Gesellschaft. La empresa berlinesa Zeyer se hizo cargo del modelado del candelabro con lámpara de arco & tornero de madera. Para realizar los trabajos de fundición se encargaron las empresas de Ilsenburg (presumiblemente Fürst-Stolberg-Hütte Ilsenburg) y Tangerhütte (presumiblemente Eisenhütten- und Emaillierwerk AG, propietario Franz Wagenühr, Tangerhütte). La empresa berlinesa Ed asumió menos trabajos de forja. Legumbres.
- Se eligieron mástiles de candelabros de una sola llama para iluminar la calle y la acera.
- Para iluminar el paseo central del Linden se utilizaron pares de postes de candelabros con lámparas de arco suspendidas entre ellos mediante cadenas. [2] [3]

## Los dos grandes candelabros Schupmann de Pariser Platz de 1905

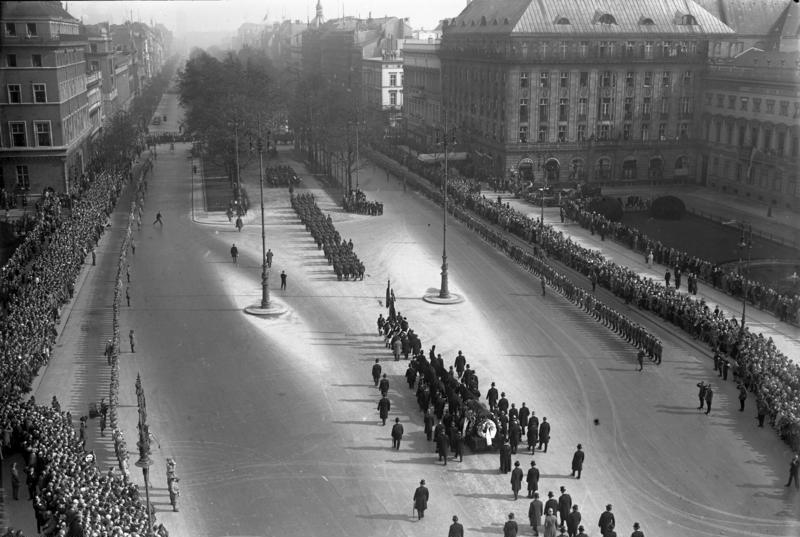
Pariser Platz – Procesión fúnebre de Gustav Stresemann el 6 de junio Octubre de 1929. En el centro de la imagen se pueden ver los dos grandes candelabros con lámparas de arco.

Con el cambio de siglo, el progreso técnico permitió construir candelabros de arco aún más brillantes y más altos con lámparas de arco de llama intensa, que eran especialmente adecuados para iluminar grandes espacios. En 1903, la Empresa Eléctrica de Berlín convocó un “concurso para la formación arquitectónica de candelabros de arco voltaico” entre los miembros de la Asociación de Arquitectos de Berlín.  En su detallada reseña, el arquitecto Ernst Spindler critica que los diseños presentados todavía se basan en gran medida en formas y decoraciones tradicionales y no desarrollan soluciones suficientemente modernas que resulten de la función. 
Probablemente en 1904 dos eran alrededor de 20 En Pariser Platz se erigió un candelabro de dos llamas de m de altura, que también se atribuyó a Ludwig Schupmann (la primera evidencia fotográfica es de 1905).  Estos dos candelabros se encontraban en medio de la plaza entre la Puerta de Brandeburgo y el Hotel Adlon, que se construyó allí en 1907, como una extensión de las hileras de árboles en el paseo central de los tilos.

## Rediseño de Unter den Linden en 1935.

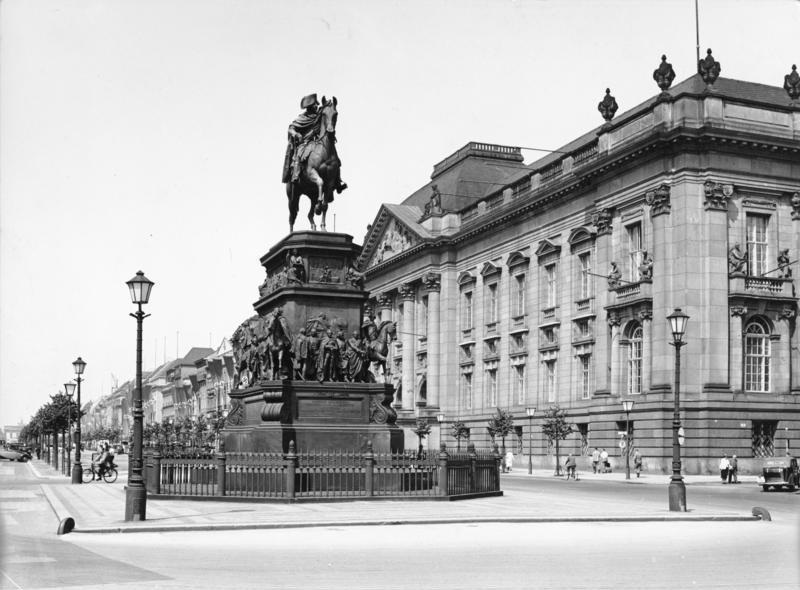
Unter den Linden con una estatua ecuestre, al costado de la carretera las luces Biedermeier de 1935 y 1940.

Antes de los Juegos Olímpicos de 1936, el S-Bahn subterráneo de Berlín de norte a sur desde Stettiner Bahnhof hasta la estación de S-Bahn Unter den Linden se construyó y completó mediante un método de construcción abierto. En este contexto se rediseñó toda la calle Unter den Linden. Se talaron los tilos existentes y se desmantelaron las farolas Schupmann. Después de restaurar la superficie de la carretera, se plantaron nuevos tilos y se instalaron luces más pequeñas, las llamadas Biedermeier. Sólo en Pariser Platz y Opernplatz se conservaron los diseños de Schupmann individuales de 8 m de altura.  También se desmantelaron los dos grandes farolas de Pariser Platz.

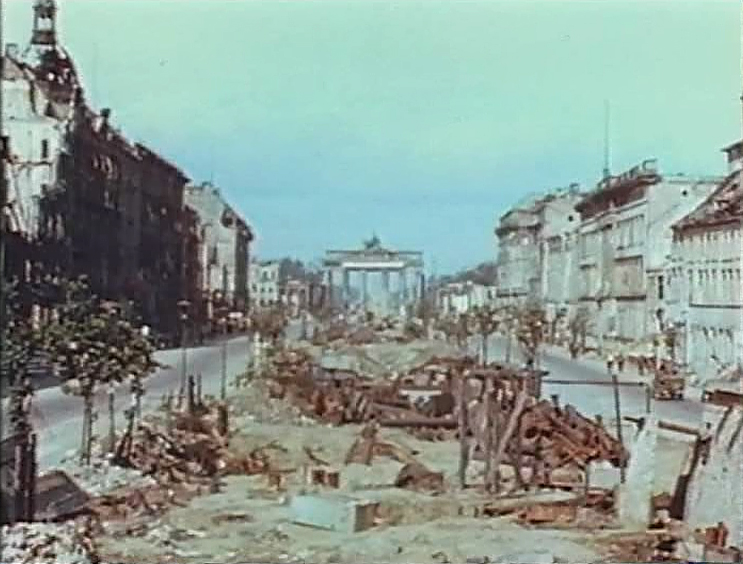
Unter den Linden en julio de 1945 con vistas a la Puerta de Brandeburgo. La imagen muestra los restos de las lámparas Biedermeier de 1935.

Después de la Segunda Guerra Mundial, una gran cantidad las farolas decorativas de Berlín sufrieron graves daños o fueron destruidos. Los restos tuvieron que ser desmantelados y sustituidos por lámparas sencillas y modernas.

## Réplicas

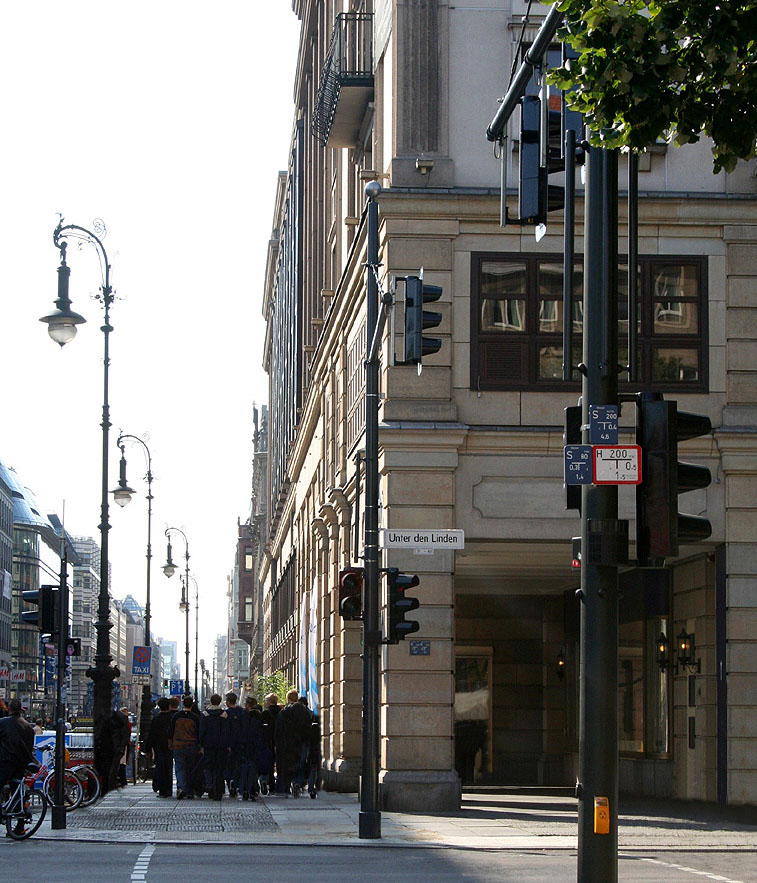
Réplica de 1987, vista desde Linden hacia Friedrichstrasse (foto de 2006)

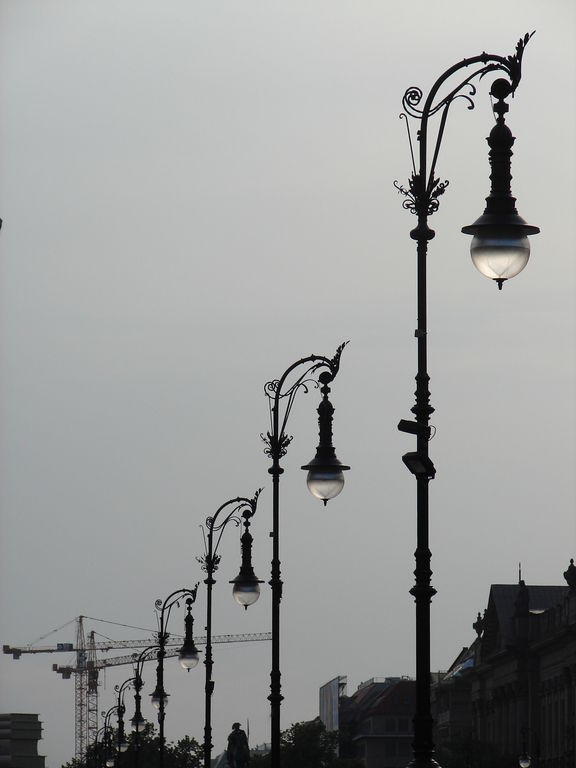
Réplica del candelabro Schupmann de un solo brazo Unter den Linden de 1998 (foto de 2006)

Desde principios de los años 80 se volvieron a construir en Berlín farolas basadas en diseños históricos.  En 1987, se erigieron réplicas de la farola Hardenberg en Kurfürstendamm, en la parte occidental de la ciudad, para celebrar el 750 aniversario de Berlín.
En la parte oriental de la ciudad, en 1987 se colocaron algunas réplicas de la Schupmann en la Friedrichstrasse, al sur de Unter den Linden.  Según las pruebas fotográficas disponibles, esta variante todavía existía en 2006; En enero de 2020 se encontraron lámparas modernas en este lugar.
Después de la reunificación alemana, la Pariser Platz y el antiguo bulevar Unter den Linden volvieron a cobrar protagonismo y recibieron iluminación pública especial. Tanto los diseños de lámparas históricos basados en las lámparas Schupmann como los diseños modernos de Kleihues fueron discutidos de manera muy controvertida. Al final, el Senado decidió producir réplicas de la Schupmann, desarrollado por la empresa berlinesa Selux y equipado con moderna tecnología de iluminación.
Las primeras réplicas de las Schupmann de llama única se instalaron en Pariser Platz en 1992.  En 1998, estas réplicas de las lámparas Schupmann de llama única se extendieron por toda la zona de Unter den Linden. Algunas secciones de la Friedrichstrasse también recibieroUn poco más tarde, se remodeló una versión un poco más alta del candelabro Schupmann de dos llamas y se colocó en Pariser Platz y en la plaza frente a la Puerta de Brandeburgo .n estas réplicas.
En enero de 2020, las réplicas de la Schupmann de un solo brazo se encontraban a lo largo de la calle Unter den Linden desde el puente Karl Liebknecht (lado sur) o desde la calle am Lustgarten (lado norte) hasta el comienzo de Pariser Platz. Había cuatro réplicas de Schupmann de dos brazos directamente en Pariser Platz y dos réplicas de candelabros Schupmann de dos brazos en la plaza 18 de marzo.

## Galería de imágenes

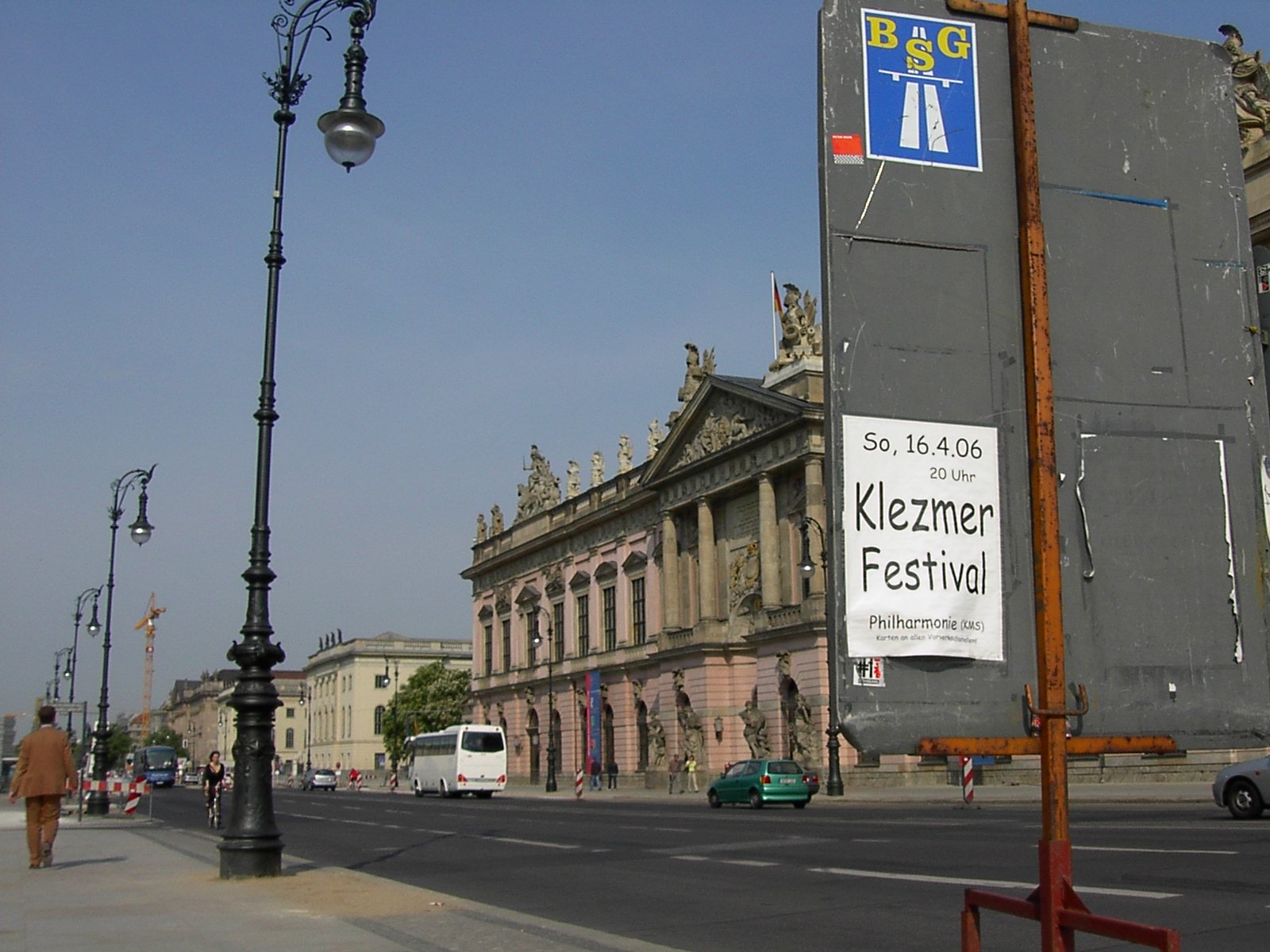
Unter den Linden con vistas al ejército y la universidad, 2006
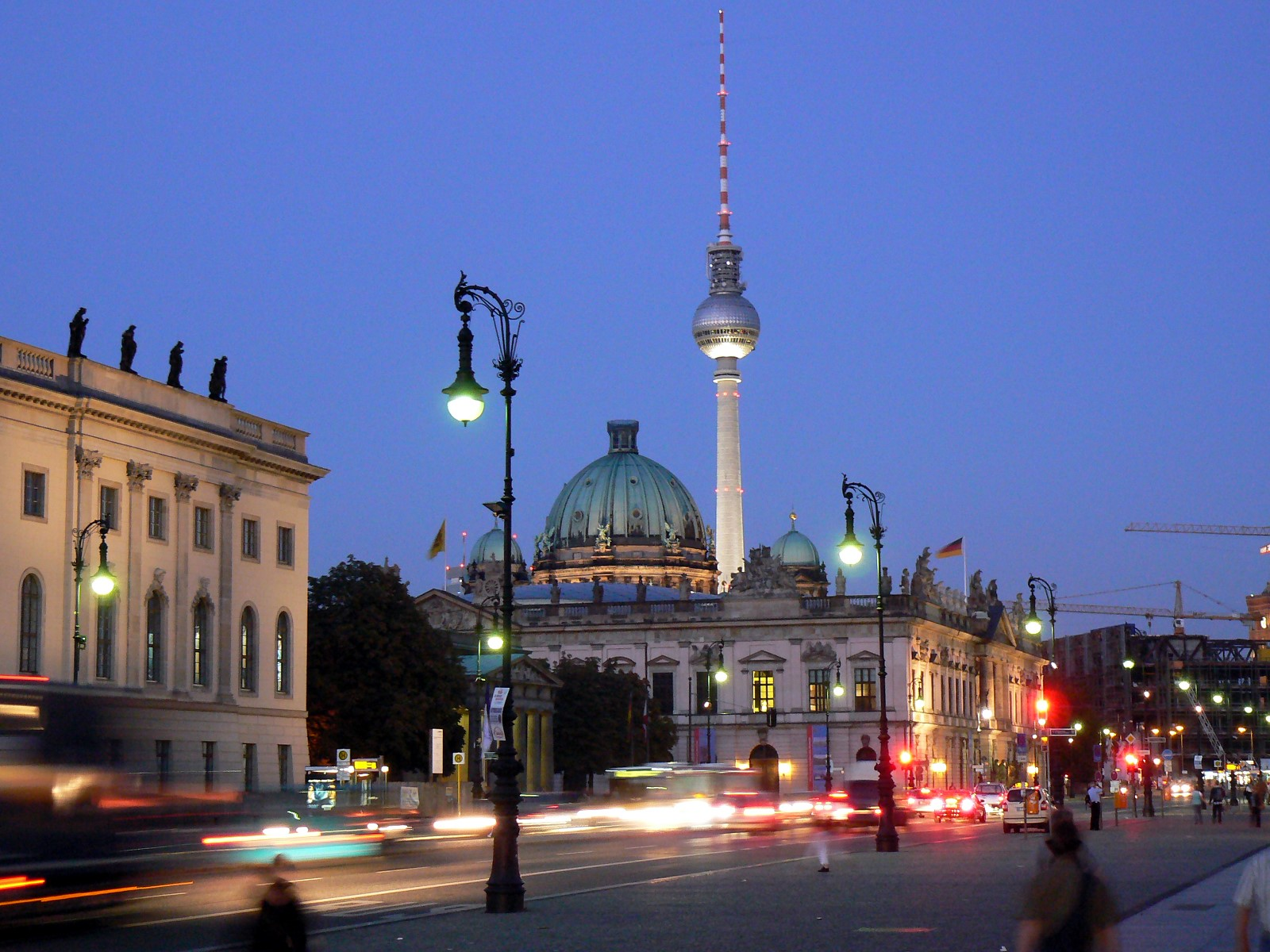
Unter den Linden con vistas a la catedral y al ejército, 2007
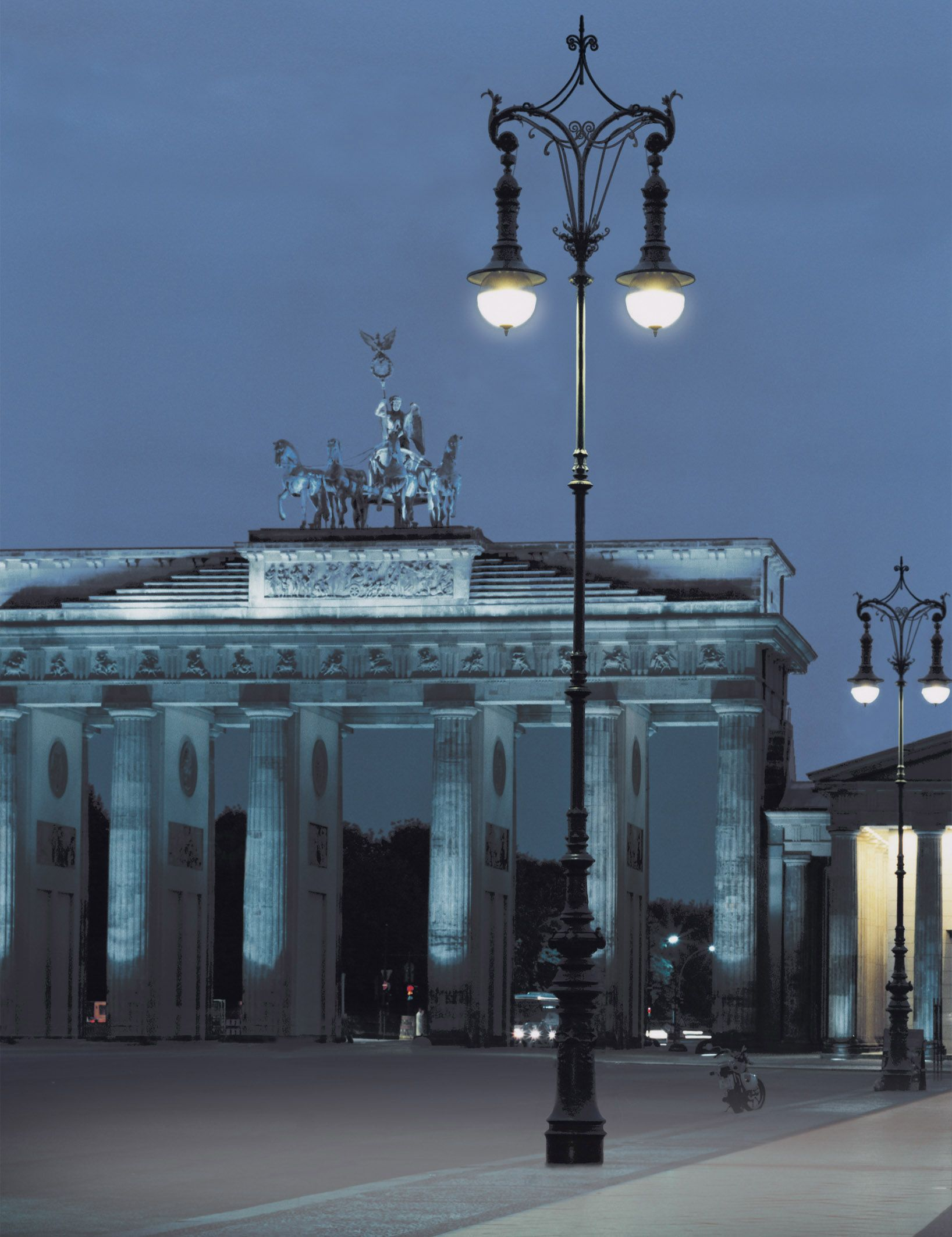
Réplica de los candelabros Schupmann de Pariser Platz, 2007